# روبن دييز
روبن دييز أدان (18 أغسطس 1993) هو لاعب كرة قدم إسباني، يلعب لنادي ديبورتيفو لاكورونيا.

## روابط خارجية
- روبن دييز على موقع قاعدة بيانات كرة القدم.إي يو (الإنجليزية)
- روبن دييز على موقع Soccerway.com (الإنجليزية)